# Дадашева, Гюльназ Махир кызы
Гюльназ Махир кызы Дадашева (азерб. Gülnaz Mahir qızı Dadaşova; род. Баку) — азербайджанский ученый-кардиолог, профессор, доктор медицинских наук. Директор Научно-исследовательского института кардиологии имени Ч. Абдуллаева (с 2018).

## Биография
Гюльназ Махир кызы Дадашева родилась в семье учительницы в Баку. Первое образование получила в средней школе № 191, которую окончила с медалью. 
В 1998 году окончила лечебно-профилактический факультет Азербайджанского медицинского университета со степенью бакалавра. 
В 1999—2000 годах прошла интернатуру врачом-кардиологом в Бакинской железнодорожной больнице. В 2002—2005 годах обучалась в аспирантуре на кафедре клинической фармакологии Азербайджанского медицинского университета. В 2008 году защитила диссертацию на тему «Оптимизация лечения артериальной гипертензии у женщин в постменопаузе». Получила степень доктора философии в области медицинских наук. 
В 2016 году получила учёное звание доцента. 
В 2018 году защитила диссертацию на тему «Гендерные особенности хронической сердечной недостаточности, возможности совершенствования диагностики и медикаментозного лечения, определения прогноза и прогнозирования выживаемости». Получила учёную степень доктора медицинских наук. 
В 2019 году поступила на специальность врача-кардиолога в Цюрихский университет (Швейцария). После его окончания, в 2022 году прошла последипломный курс сердечной недостаточности (PCHF) в том же университете.

## Карьера
Гюльназ Дадашева начала трудовую деятельность в 2006 году старшим лаборантом НИИ кардиологии имени Ч. М. Абдуллаева, с 2014 года продолжила работу старшим научным сотрудником в отделении сердечной недостаточности. C 21 сентября 2018 года — директор данного института.
С 2007 года читает лекции по теме внутренних болезней на кафедре клинической фармакологии Азербайджанского медицинского университета, с 2019 года — на английском отделении III кафедры внутренних болезней Азербайджанского медицинского университета, и в Бакинском филиале Первого МГМУ им. Сеченова.

### Научная карьера
Является автором около 100 научных работ. Выступала в качестве спикера на ряде местных и международных научных конференций.
Ею проведены исследования половых различий ренин-ангиотензин альдостероновой системы у больных артериальной гипертензией и их связи с гуморальными факторами и гендерными особенностями факторов риска развития, возрастных и гендерных различий в тяжести и генезе хронической сердечной недостаточности, эффективности моксонидина и комбинации моксонидина с ивабрадином у больных с метаболическим синдромом. Провела научное исследование влияния на параметры резистентности. Провела научное исследование гендерных особенностей клинического и психоэмоционального состояния у больных с хронической сердечной недостаточностью.
В результате научной деятельности выявлены гендерные и возрастные различия в лечении хронической сердечной недостаточности на наблюдательно-госпитальном этапе и гендерные различия в динамике клинико-функционального и психоэмоционального состояния сердца, морфологических и функциональных показателей на фоне различных вариантов медикаментозного лечения больных с хронической сердечной недостаточностью после перенесенного инфаркта миокарда, изучены гендерные различия клинико-функционального и психоэмоционального состояния сердца после перенесенного инфаркта миокарда, морфофункциональные показатели у больных с хронической сердечной недостаточностью.
Изучала особенности течения артериальной гипертензии у женщин в постменопаузе и гемодинамические и метаболические эффекты комплексной терапии моксонидином и заместительной гормональной терапии у женщин в постменопаузе с артериальной гипертензией.
Является автором и соавтором ряда учебников, методических материалов и монографий, в том числе «Современные аспекты хронической сердечной недостаточности», изданных в Москве в 2022 году.
Является главным координатором Азербайджанского регистра хронической сердечной недостаточности «OTRIMIZE HF», организованного Европейским обществом кардиологов в 2016—2017 годах, и главой рабочей группы «Сердечно-сосудистая фармакология» Азербайджанского кардиологического общества.

### Доклады на международных мероприятиях
- XXI Международный конгресс по артериальной гипертензии (2008, Берлин)
- Ежегодный Европейский конгресс по сердечной недостаточности (2009, Ницца)
- IX Европейский конгресс по артериальной гипертензии (2009, Милан)
- XX Международный конгресс по артериальной гипертензии (2010, Осло)
- III Всемирный конгресс по сердечной недостаточности (2012, Стамбул)
- Научный конгресс (2014, Ташкент)
- Объединенный международный и европейский конгресс по гипертонии (2014, Афины)
- «Вопросы неотложной кардиологии 2014: от науки к практике» VI Всероссийский форум (2014, Москва)
- XXV Европейский конгресс по артериальной гипертензии (2015, Милан)
- Ежегодный Европейский конгресс по сердечной недостаточности и II Всемирный конгресс по острой сердечной недостаточности (2009, Севилья)
- IV Международный форум кардиологов и терапевтов (2015, Москва)
- V Научно-образовательная конференция кардиологов и терапевтов Кавказа (2015, Нальчик)
- IV Конгресс Азербайджанского Кардиологического Общества (2015, Баку)
- 5-й Конгресс Азербайджанского Кардиологического Общества (2016, Баку)
- 4-й Международный конгресс по сердечной недостаточности (2017, Париж)